# Die Glasbücher der Traumfresser
Die Glasbücher der Traumfresser (Originaltitel: The Glass Books of the Dream Eaters) ist der erste Roman des Autors und Dramatikers Gordon Dahlquist und erschien 2006.

## Inhalt
Die Glasbücher der Traumfresser ist ein Fantasy-Roman, der in einer Fantasiewelt spielt, die an das viktorianische England erinnert. Die drei Helden des Buches, die Plantagenbesitzerin Miss Temple, der Auftragsmörder „Kardinal“ Chang und der Leibarzt des mecklenburgischen Prinzen, Doktor Svenson, kommen auf unterschiedliche Weise mit der Geheimgesellschaft der Traumfresser in Kontakt, die ein Verfahren entwickelt hat, mit dem man Erinnerungen und Emotionen von Menschen auf blaue Glasbücher übertragen kann. Während Miss Temple ihrer verlorenen Liebe Roger Bascombe zu der Hochzeitsfeier des mecklenburgischen Prinzen folgt, in der sich im Geheimen die „Traumfresser“ eingeschlichen haben, um ihr makabres „Verfahren“ vorzustellen, erhält „Kardinal“ Chang den Auftrag, Miss Temple zu finden und zu töten. Dr. Svenson, der feststellen musste, dass sein Prinz entführt wurde, wird hingegen über eine Intrige des deutschen Majors Blach, der auch ein Mitglied der „Traumfresser“ ist, in den Fall verwickelt. Alle drei Helden verbünden sich, um alle Bösewichte (die Contessa di Lacquer-Sforza, den Comte d´Orkancz und Francis Xonck) zu erledigen.

## Erfolg und Kritiken
In den USA wurde das Buch von Kritikern gut aufgenommen, erreichte jedoch nur enttäuschende Verkaufszahlen. Von der Hardcover-Erstauflage konnten nur 22.000 der 120.000 gedruckten Exemplare abgesetzt werden, was für den Verleger zu einem Verlust von über 850.000 US$ führte.
Der deutsche Verlag Blanvalet entschied sich dafür, in Anlehnung an die ursprüngliche Erscheinungsweise in den USA, jedes Kapitel als eigenen kleinen „Groschenroman“ von gut 100 Seiten zu drucken und diese Romane gesammelt im Schuber herauszubringen. Trotz oder wegen dieser ungewöhnlichen Aufmachung ist der Erfolg in Deutschland gering geblieben. Das Buch hat weder einen hohen Amazon-Verkaufsrang erringen können, noch hat es die Aufnahme in Bestsellerlisten geschafft.
Kritiken:
„Ich habe Gordon Dahlquists Roman in der englischen Heftausgabe gelesen. Die zehn hinreißend ausgestatteten, handlichen Bände sorgten für ein wunderbares Lesevergnügen, da ich sie immer bei mir haben und so jederzeit in die spektakuläre Welt von Miss Temple, Kardinal Chang und Doktor Svenson eintauchen konnte. Und ihre Abenteuer bestimmten schon bald meine Tage. Denn Gordon Dahlquist gelingt es wie keinem anderen, seinen unvergesslichen Helden Leben einzuhauchen, und er schildert ihre fantastischen Abenteuer mit einer Intensität, der sich niemand entziehen kann. Die Glasbücher der Traumfresser verweigern sich jeder mir bekannten Schublade. Ich liebe diesen Roman.“
Audrey Niffenegger, Autorin des Bestsellers Die Frau des Zeitreisenden.